# Závada (Banská Bystrica)
Závada é um município da Eslováquia, situado no distrito de Veľký Krtíš, na região de Banská Bystrica. Tem 9,61 km² de área e sua população em 2018 foi estimada em 460 habitantes.

## Demografia
| Ano:        | 1994 | 2004    | 2014   | 2024    |
| ----------- | ---- | ------- | ------ | ------- |
| Broj ljudi: | 482  | 540     | 502    | 392     |
| Razlika:    |      | +12,03% | -7,03% | -21,91% |

| Ano:               | 2023 | 2024   |
| ------------------ | ---- | ------ |
| Número de pessoas: | 401  | 392    |
| Diferença:         |      | -2,24% |